# Фонд Бориса Немцова
«Фонд Бориса Немцова за свободу» (нем. Boris Nemzow Stiftung für die Freiheit) — российско-немецкая некоммерческая организация, базирующаяся в Бонне. Основано в память о российском государственном деятеле Борисе Немцове его старшей дочерью Жанной Немцовой.

## Цели и задачи

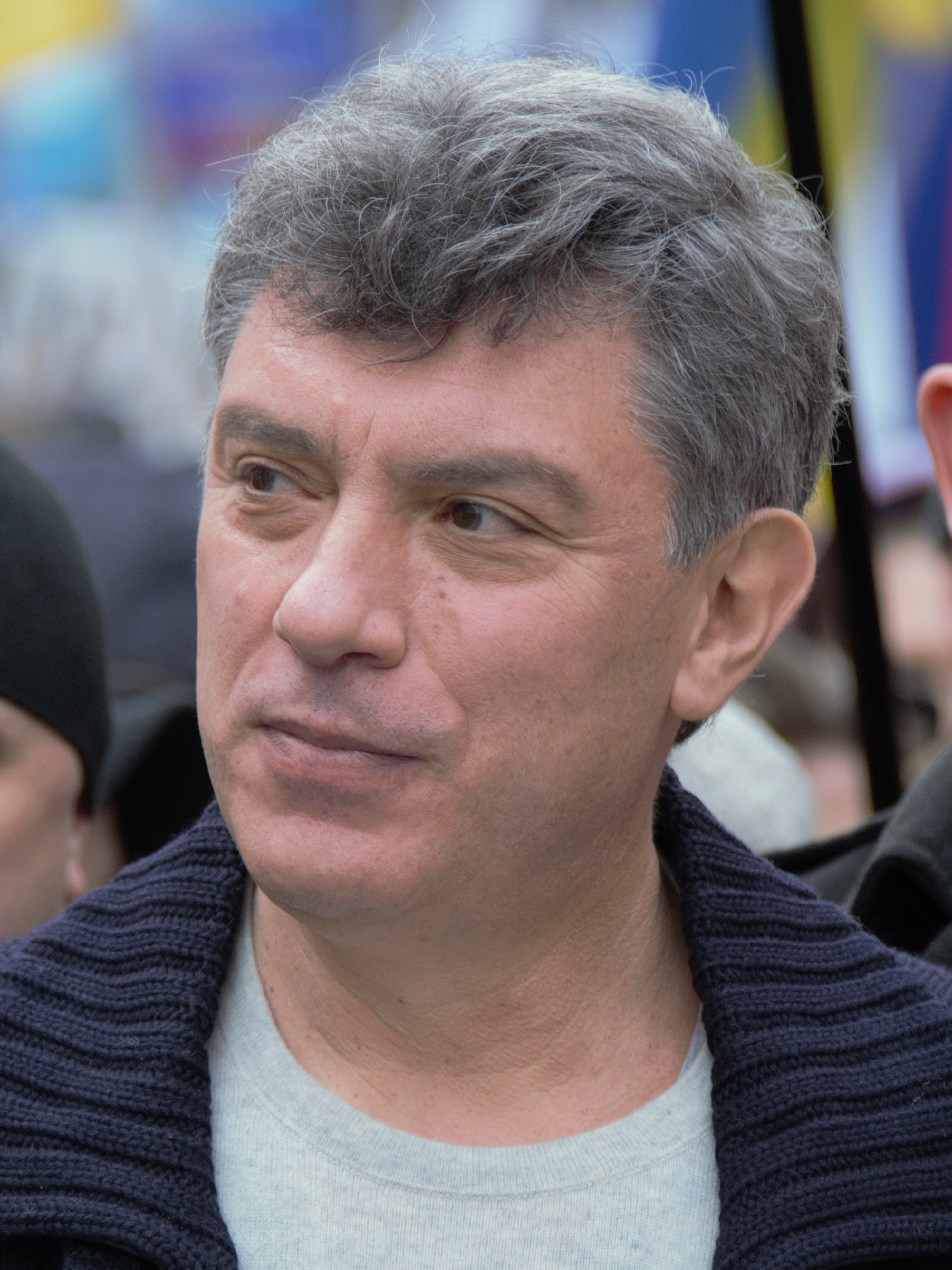
Борис Немцов (2014)

Фонд Бориса Немцова стремится содействовать образованию, свободе и прогрессивному развитию. В частности, он выделяет деньги на:
- образование и свободу информации;
- обучение и повышение квалификации;
- германо-российский диалог;
- продвижение европейских ценностей;
- мероприятия в память Бориса Немцова.

## Руководство
Совет фонда:
- Мэтью Рожански
- Борис Зимин
- Галина Тимченко
- Уте Кохловски-Каджая
- Томаш Петршичек
- Кэтрин Брин[2]

Команда фонда:
- Жанна Немцова, соучредитель
- Ольга Шорина, соучредитель
- Сергей Алексашенко, соучредитель
- Анна Чередниченко, исполнительный директор[3]

Борис и Дмитрий Зимины поддерживали Фонд материально. В Совет Фонда ранее входил Михаил Ходорковский. Изначально Фонд работал на деньги, полученные Жанной Немцовой как лауреаткой премии «Солидарность».

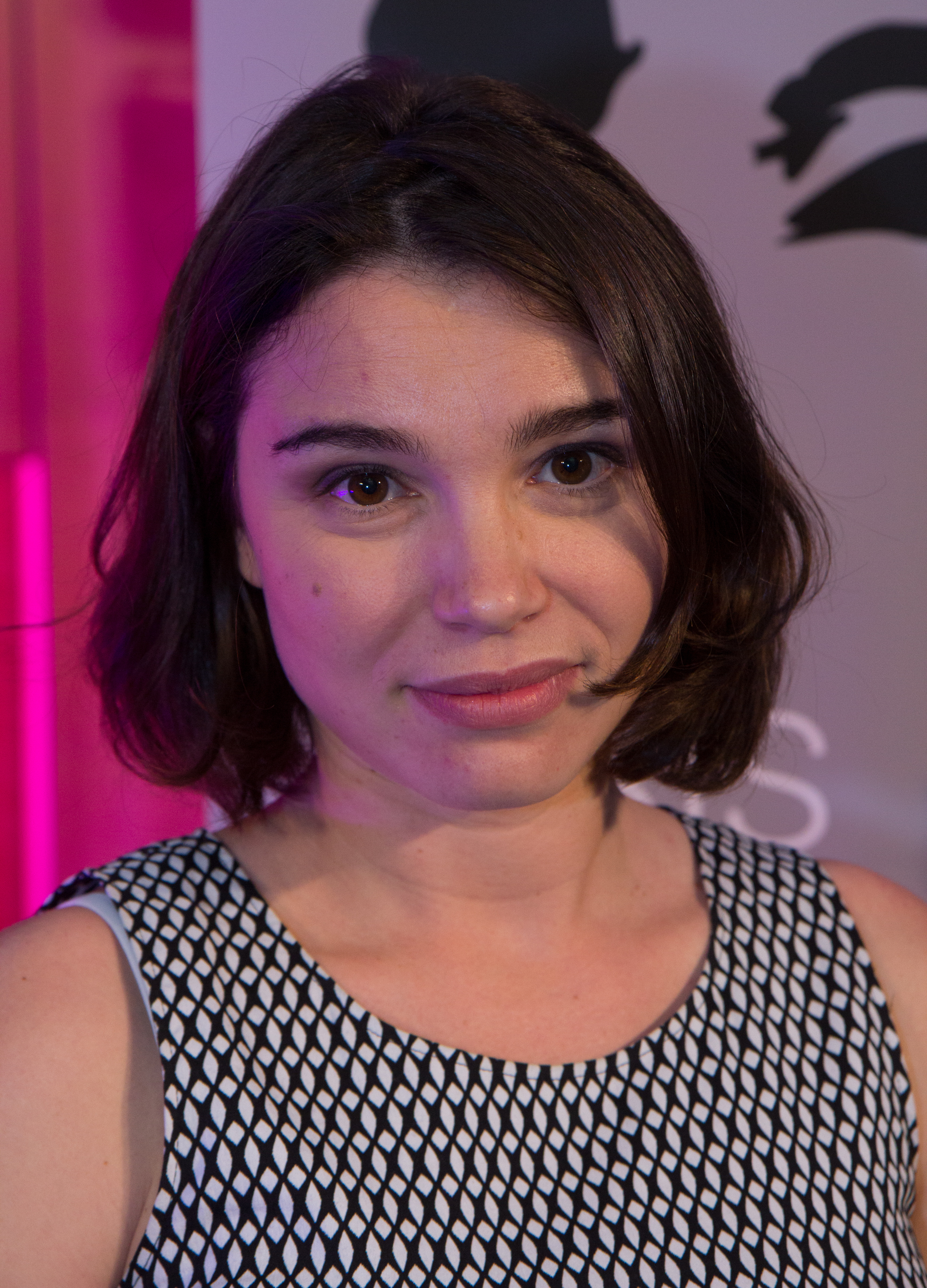
Жанна Немцова
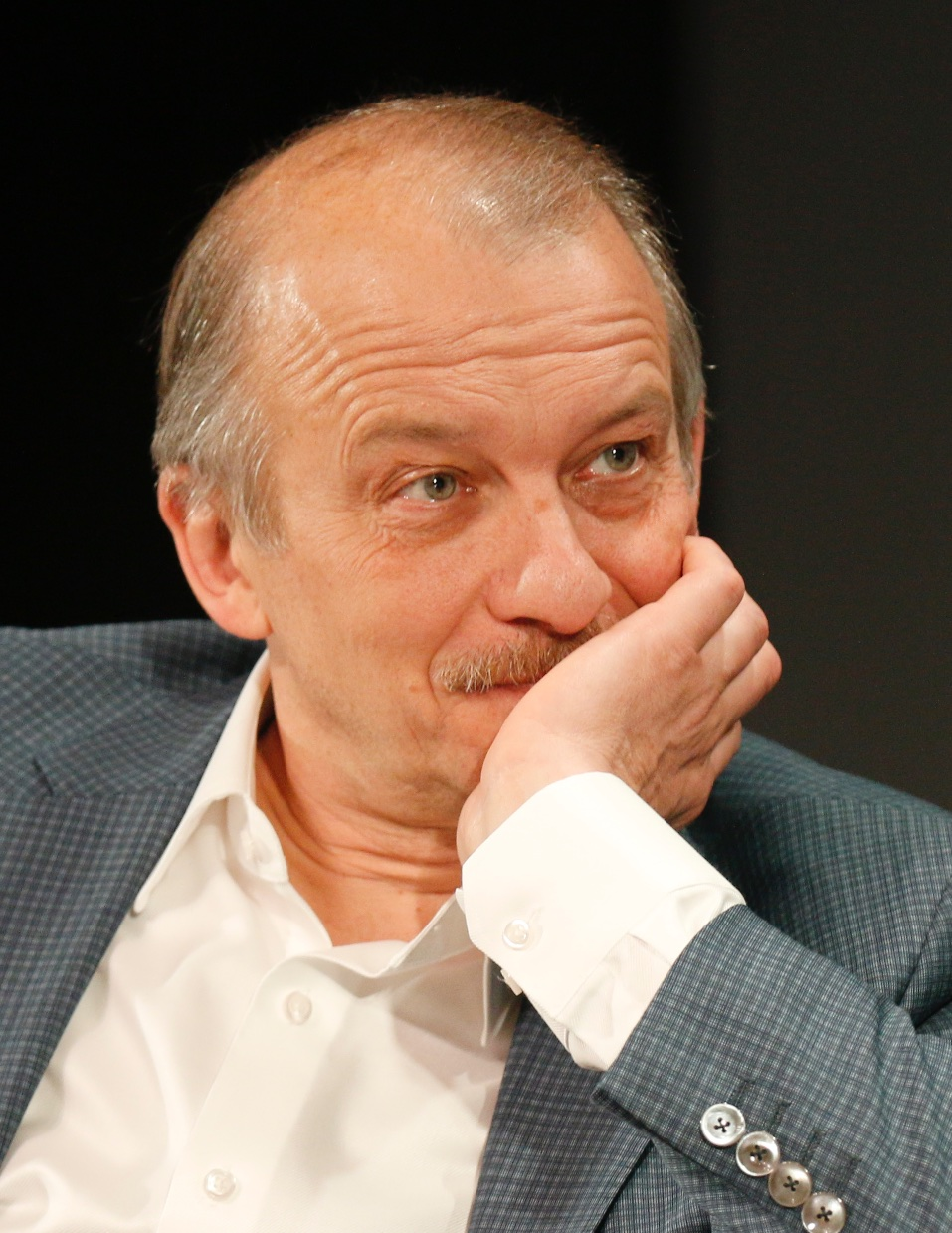
Сергей Алексашенко
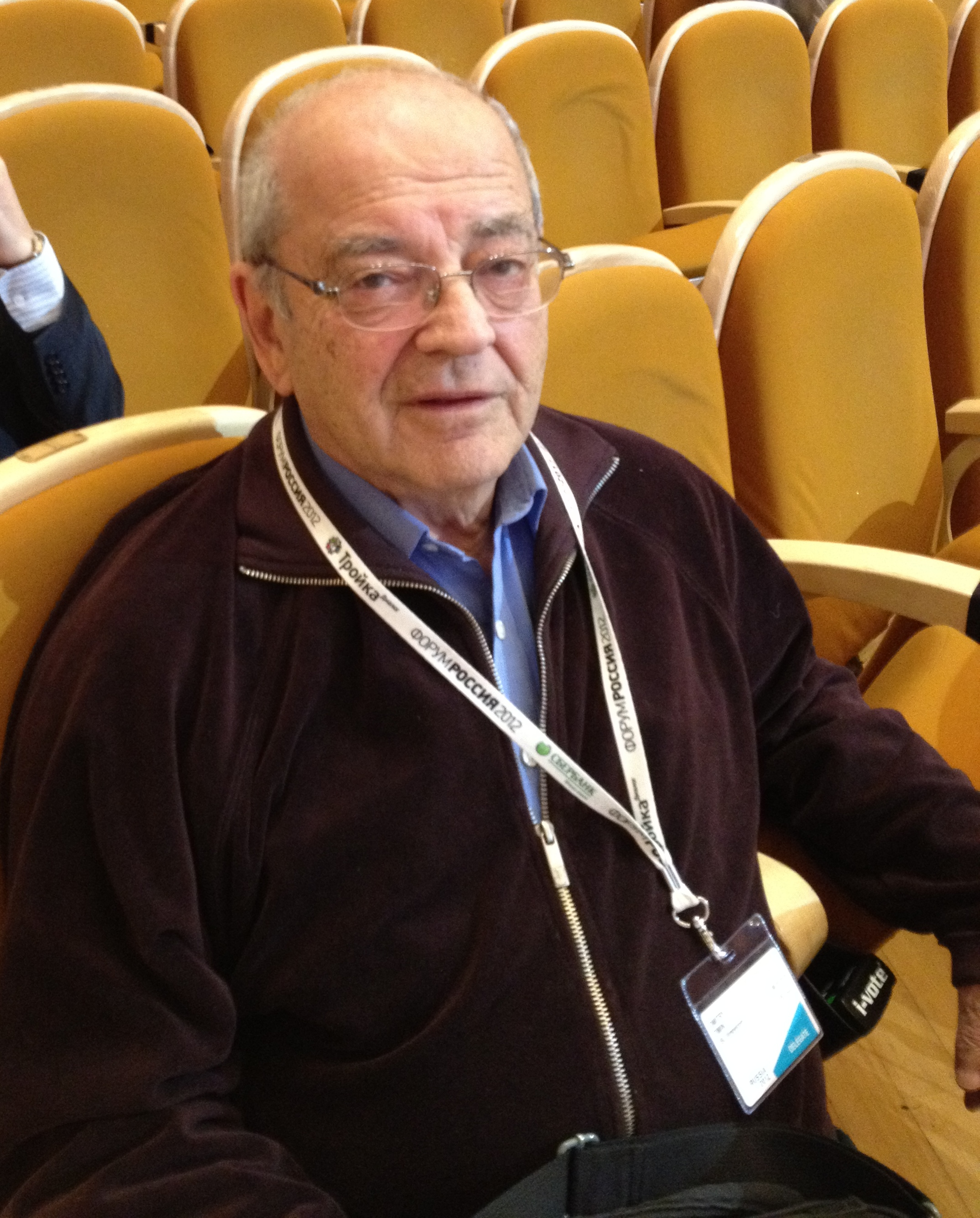
Дмитрий Зимин
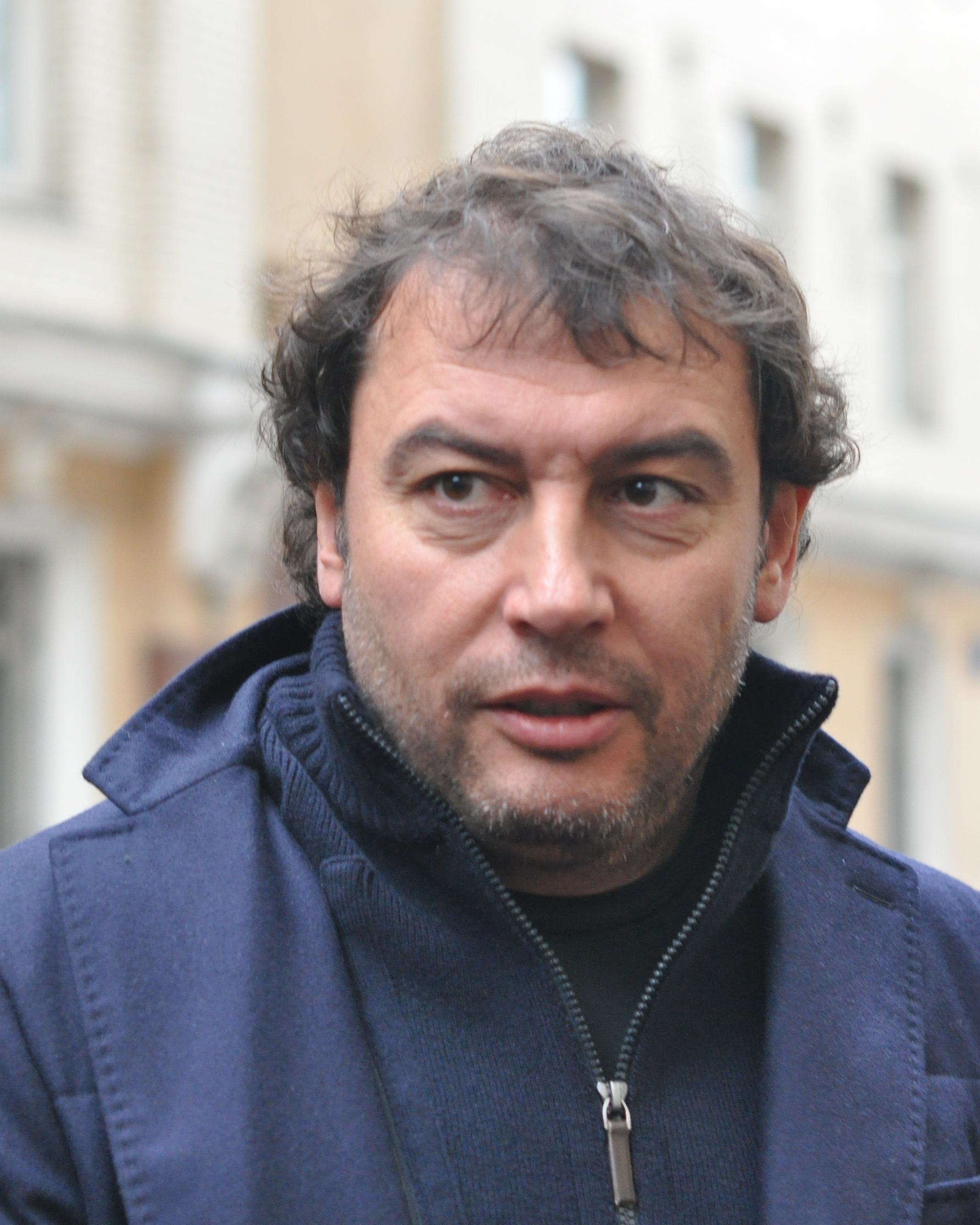
Борис Зимин

## Премия Бориса Немцова

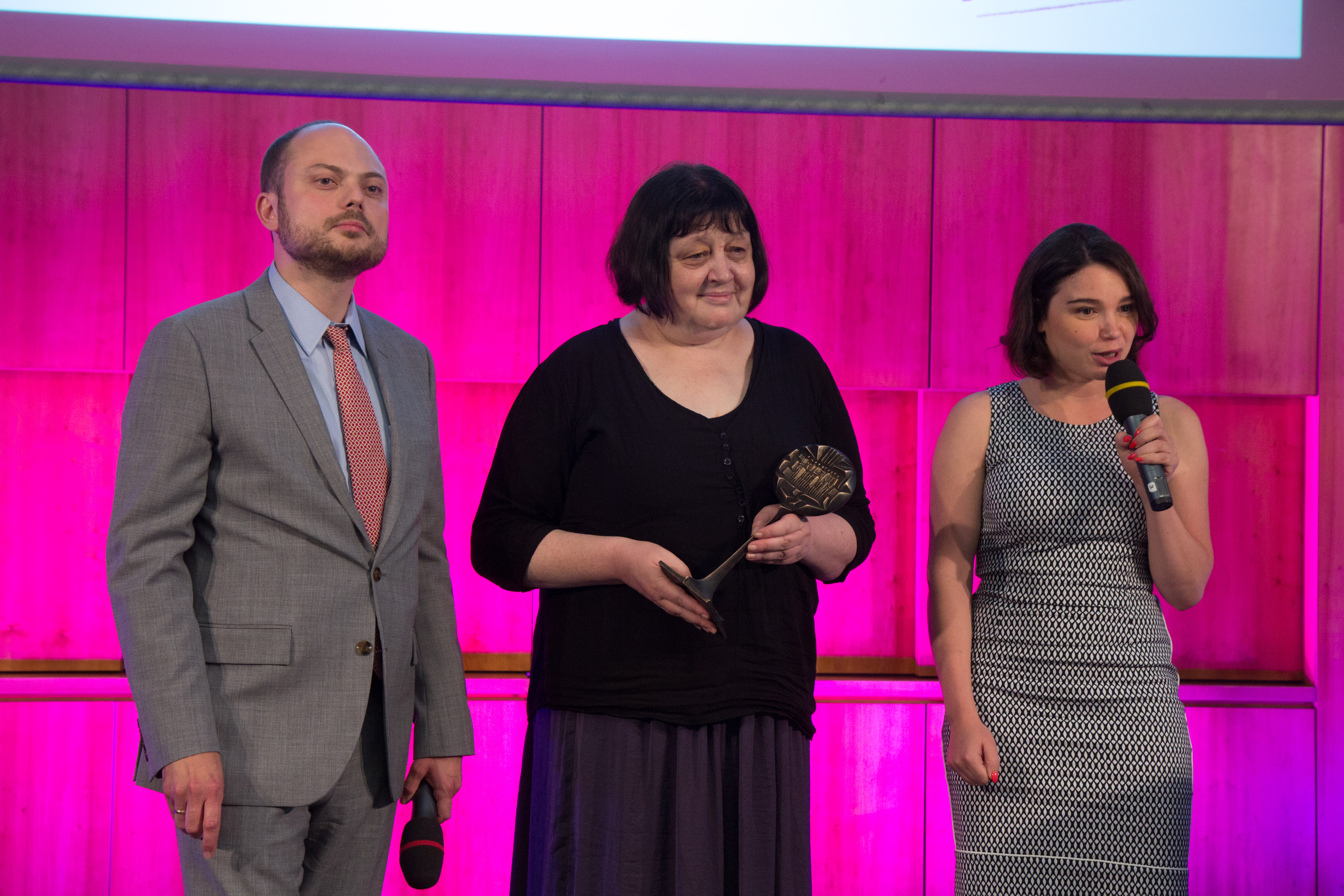
Церемония награждения, 2018
Слева направо: Владимир Кара-Мурза (председатель попечительского совета), Надежда Митюшкина (обладатель премии), Жанна Немцова (учредительница фонда)

С 2016 года данный фонд вручает премию Бориса Немцова. Премия вручается в сотрудничестве с фондом Фридриха Наумана и присуждается людям, которые особенно привержены борьбе за свободу выражения мнений и помогают тем, кто подвергается политическим, расовым или религиозным преследованиям.
В разные периоды определение победителей происходило по-разному: с 2016 года составлялся и публиковался на сайте «Новой газеты» лонг-лист, голосованием там же определялся шорт-лист из пяти кандидатов, финальное решение принимал совет фонда, в 2021 году победитель был объявлен без этапа голосования вне фонда.
Обладатели премии:
- 2016: Лев Шлосберг[8]
- 2017: Ильдар Дадин[9]
- 2018: Надежда Митюшкина[10]
- 2019: Анастасия Шевченко[11]
- 2020: Константин Котов[12][13]
- 2021: Алексей Навальный[14]
- 2022: Владимир Зеленский[15]
- 2023: Мария Пономаренко[вд], Никита Тушканов, Владимир Румянцев, Михаил Симонов и Максим Лыпкань[16]

## Академический Центр Бориса Немцова
В начале 2018 года в Праге был открыт Академический центр Бориса Немцова по изучению России, совместный проект Фонда Немцова и философского факультета Карлова университета. Центр занимается исследованием актуальных для России проблем, публикацией научных и аналитических материалов, разработкой образовательных программ. Центр проводит публичные лекции известных российских и европейских интеллектуалов, оказывает поддержку российским и украинским студентам, помогает ученым, оказавшимся в опасности.
При поддержке Центра проводится ежегодная летняя школа журналистики и социокультурных исследований.
Центр возглавляют Марек Пржигода и Жанна Немцова. 

## Реакция властей
Весной 2024 года фонд был объявлен «нежелательной организацией» в России.

## Издательство
В 2023 году фонд издал русскоязычную версию книги Сергея Гуриева и Даниела Трейсмана «Диктаторы обмана. Новое лицо тирании в XXI веке».